# Yeda Brown
Yeda Brown (Bagé, 1945) es una vedette y actriz brasileña que alcanzó especial notoriedad en los años setenta y ochenta por sus actuaciones de revista y su visibilidad como mujer trans.
Tras un periodo de éxito en Argentina como parte del grupo Les Girls, alcanzó especial popularidad en España a partir de la muerte de Franco, siendo una de las primeras mujeres trans visibles en medios de comunicación y una figura destacada del espectáculo durante la Transición española.

## Biografía

### Inicios
Brown nació en 1945 en el municipio de Bagé, en el estado de Río Grande do Sul. Hija de un oficial del ejército brasileño que la obligó a hacer el servicio militar, se mudó a Río de Janeiro en 1967. En 1969 comenzó a actuar en espectáculos en teatros como el Rival Theatre. El año siguiente viajó a Belo Horizonte, donde entró en contacto con el grupo de Les Girls. Con ellas actuó en Uruguay y, a partir de 1971, en Argentina, donde alcanzaron una gran fama por sus actuaciones en el Teatro Nacional de Buenos Aires a pesar del contexto de la dictadura. Para entonces, Yeda ya vivía como mujer.

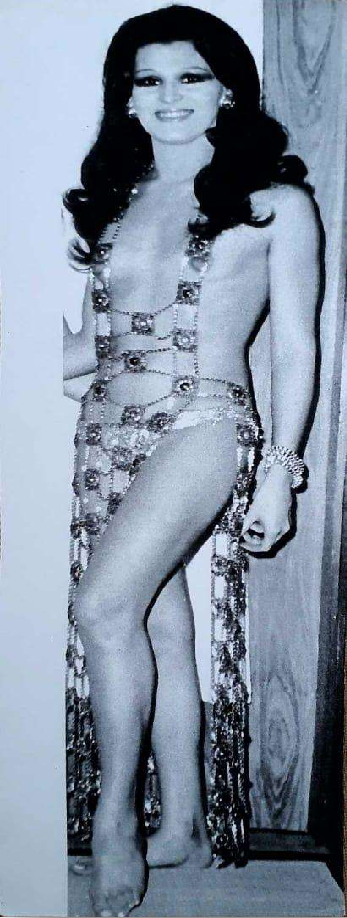
Yeda Brown en su debut en el Rival Theater de Rio de Janeiro, ca. 1969.

En 1974 se mudó a París, donde trabajó en los cabarés Carrousel y Madame Arthur. El año siguiente, meses antes de la muerte de Franco, se instaló en España, donde alcanzaría su pico de popularidad. Fijó su residencia en Barcelona y participó en un espectáculo de la sala Barcelona de Noche. Debido a que se había sometido a una cirugía de reasignación de sexo en Bruselas llamó la atención de la prensa y apareció en revistas como Diez minutos o Papillón, que se centraban en la novedad que suponía en España esa cirugía.

### Éxito en España
A finales de los setenta desarrolló una exitosa carrera artística en diversas salas y teatros españoles, siendo primera figura en muchos espectáculos. En 1977 año actuó en la exitosa Madrid... pecado mortal, una sátira política de Antonio D. Olano con música de Juan Pardo, a la que seguiría dos años después Pecar en Madrid, protagonizada por ella y Paco España.
En paralelo a sus actuaciones como vedette, realizó incursiones en el cine. Intervino en El transexual (1977) del director José Jara, primera película que mezcla el documental y la ficción sobre el tema de la transexualidad en el cine español, en la que se limitó a dar su testimonio. Al año siguiente realizó un papel secundario en Rostros de Juan Ignacio Galván y protagonizada por Carmen Sevilla y Bárbara Rey. En 1979 hace una breve aparición en Historia de S de Francisco Lara Polop. Además de cine, Yeda fue portada de revistas eróticas de la época, como Party, Pill, Garbo, Clímax o Lib. En esa etapa se convirtió en una figura prominente de la escena nocturna de la Transición, y estuvo en contacto con el artista Salvador Dalí.

### Años ochenta en adelante
En la década de 1980 sus apariciones en prensa fueron mínimas, aunque su carrera en cabarets y teatros continuó. Desde 1989 residió en Benidorm, donde fue la figura principal de importantes salas del municipio alicantino. En 1996 fue agredida por un jubilado extremeño que acudió a uno de sus shows, quien le mordió un seno mientras Yeda apretaba su pecho contra la cara del agresor como parte del espectáculo.
En la década de 1990 Yeda fue asidua a los programas nocturnos de televisión y a las tertulias sobre transexualidad en programas como Parle vosté, calle vosté, Querida Carmen, El programa de Ana, Aquí se discute o Esta noche cruzamos el Mississippi.
En 2012, Yeda Brown retornó a su país de origen, y en 2016, gracias a la colaboración del Núcleo de Práctica Jurídica da FACHA, logró que el Estado brasileño reconociese su identidad de género en su Cédula de Identidad. Este proceso fue narrado en el documental Yeda Brown - Efeito Borboleta.

## Filmografía
- El transexual (1977)
- Rostros (1978)
- Historia de S (1979)
- Yeda Brown - Efeito Borboleta (2017)